# Wilson Godfrey Harvey
Wilson Godfrey Harvey, född 8 september 1866 i Charleston i South Carolina, död 7 oktober 1932 i Tampa i Florida, var en amerikansk demokratisk politiker. Han var South Carolinas viceguvernör 1921–1922 och därefter guvernör 1922–1923.
Harvey var verksam som journalist och affärsman i South Carolina. År 1921 tillträdde han som delstatens viceguvernör. Guvernör Robert Archer Cooper avgick 1922 och efterträddes av Harvey. Han efterträddes 1923 i guvernörsämbetet av Thomas Gordon McLeod.